# Olympische Sommerspiele 1988/Teilnehmer (Syrien)
| Gelbes Symbol für Goldmedaillen mit stilisierten Olympischen Ringen | Graues Symbol für Silbermedaillen mit stilisierten Olympischen Ringen | Braundes Symbol für Bronzemedaillen mit stilisierten Olympischen Ringen |
| ------------------------------------------------------------------- | --------------------------------------------------------------------- | ----------------------------------------------------------------------- |
| —                                                                   | —                                                                     | —                                                                       |

Syrien nahm an den Olympischen Sommerspielen 1988 in Seoul mit einer Delegation von dreizehn männlichen Athleten an 13 Wettkämpfen in vier Sportarten teil. Die syrische Delegation gewann dabei keine Medaillen.

## Teilnehmer nach Sportarten

### Boxen
- Mohamed Haddad
Halbfliegengewicht: 2. Runde

- Hamed Halbouni
Fliegengewicht: 2. Runde

- Ahmad Mayez Khanji
Halbweltergewicht: 2. Runde

### Gewichtheben
- Mohamed Fayad
Mittelschwergewicht: 15. Platz

### Leichtathletik
- Hafez El-Hussein
Speerwurf: 36. Platz in der Qualifikation

### Ringen
- Zouheir Al-Balah
Weltergewicht, griechisch-römisch: 2. Runde

- Ahmad Al-Shamy
Halbschwergewicht, Freistil: 3. Runde

- Dennis Atiyeh
Superschwergewicht, Freistil: 3. Runde

- Khaled El-Farej
Halbfliegengewicht, griechisch-römisch: 5. Platz

- Mohamed El-Messouti
Halbfliegengewicht, Freistil: 4. Runde

- Zouheir Hory
Leichtgewicht, griechisch-römisch: 3. Runde

- Amar Wattar
Leichtgewicht, Freistil: 5. Runde

- Mohamed Zayar
Mittelgewicht, Freistil: 4. Runde